# Коозаська сільська рада
Ко́озаська сільська рада (ест. Koosa külanõukogu, рос. Коозаский сельский совет) — сільська рада в Естонській РСР, адміністративно-територіальна одиниця в складі повіту Тартумаа (1945—1950), Калластеського району (1950—1959) та Тартуського району (1959—1976).

## Географічні дані
Сільська рада розташовувалася в північно-східній частині Тартуського району.
1970 року площа сільради складала 95 км2.
Населення за роками

## Населені пункти
Адміністративний центр — село Кооза, що розташовувалося на відстані 16 км на південь від міста Калласте та 36 км на схід від міста Тарту.
Сільській раді до 1954 року підпорядковувалися села: Війра (Viira), Тягемаа (Tähemaa), Андросааре (Андрессааре) (Androsaare (Andressaare), Порі (Pori), Кооза (Koosa), Кірепі (Kirepi), Меома (Meoma), Коозалаане (Koosalaane).
Після приєднання 1954 року частини території ліквідованої Варньяської сільської ради до складу сільради ввійшли села: Пилдма (Põldma), Кинну (Kõnnu), Соокурґу (Sookurgu), Регеметса (Rehemetsa), Карґоя (Kargoja), Прааґа (Praaga).
Станом на 1970 рік Коозаській сільраді підпорядковувалися села:
Карґая (Kargaja), Кірепі (Kirepi), Кооза (Koosa), Коозалаане (Koosalaane), Кинну (Kõnnu), Меома (Meoma), Метсаківі (Metsakivi), Прааґа (Praaga), Пидра (Põdra), Пилдмаа (Põldmaa), Пирґу (Põrgu), Регеметса (Rehemetsa), Соокурґу (Sookurgu), Ванауссайа (Vanaussaia), Війра (Viira), Тягемаа (Tähemaa).

## Землекористування
1954 року в межах території сільради землями користувалися колгоспи: «Іскра» («Säde»), «Перше Травня» («Esimene Mai»), ім. Калініна, ім. В. Кінгісеппа, а також база відгодування худоби республіканської контори «Заготхудоба» і Тартуський лінійно-технічний вузол.

## Історія
13 вересня 1945 року на території волості Кавасту в Тартуському повіті утворена Коозаська сільська рада з центром у селі Тягемаа. Головою сільської ради обраний Аугуст Поссок (August Possok), секретарем — Елмар Кютт (Elmar Kütt).
26 вересня 1950 року, після скасування в Естонській РСР повітового та волосного поділу, сільська рада ввійшла до складу новоутвореного Калластеського сільського району. 17 червня 1954 року в процесі укрупнення сільських рад Естонської РСР територія Коозаської сільради збільшилася на сході внаслідок приєднання земель ліквідованої Варньяської сільської ради.
24 січня 1959 року сільрада приєднана до Тартуського району після скасування Калластеського району.
27 грудня 1968 року територія сільради збільшилася внаслідок отримання 284 га від Мяксаської сільської ради.
27 грудня 1976 року Коозаська сільська рада ліквідована, а її територія склала східну частину Вараської сільської ради.